# 鎧塚俊彦

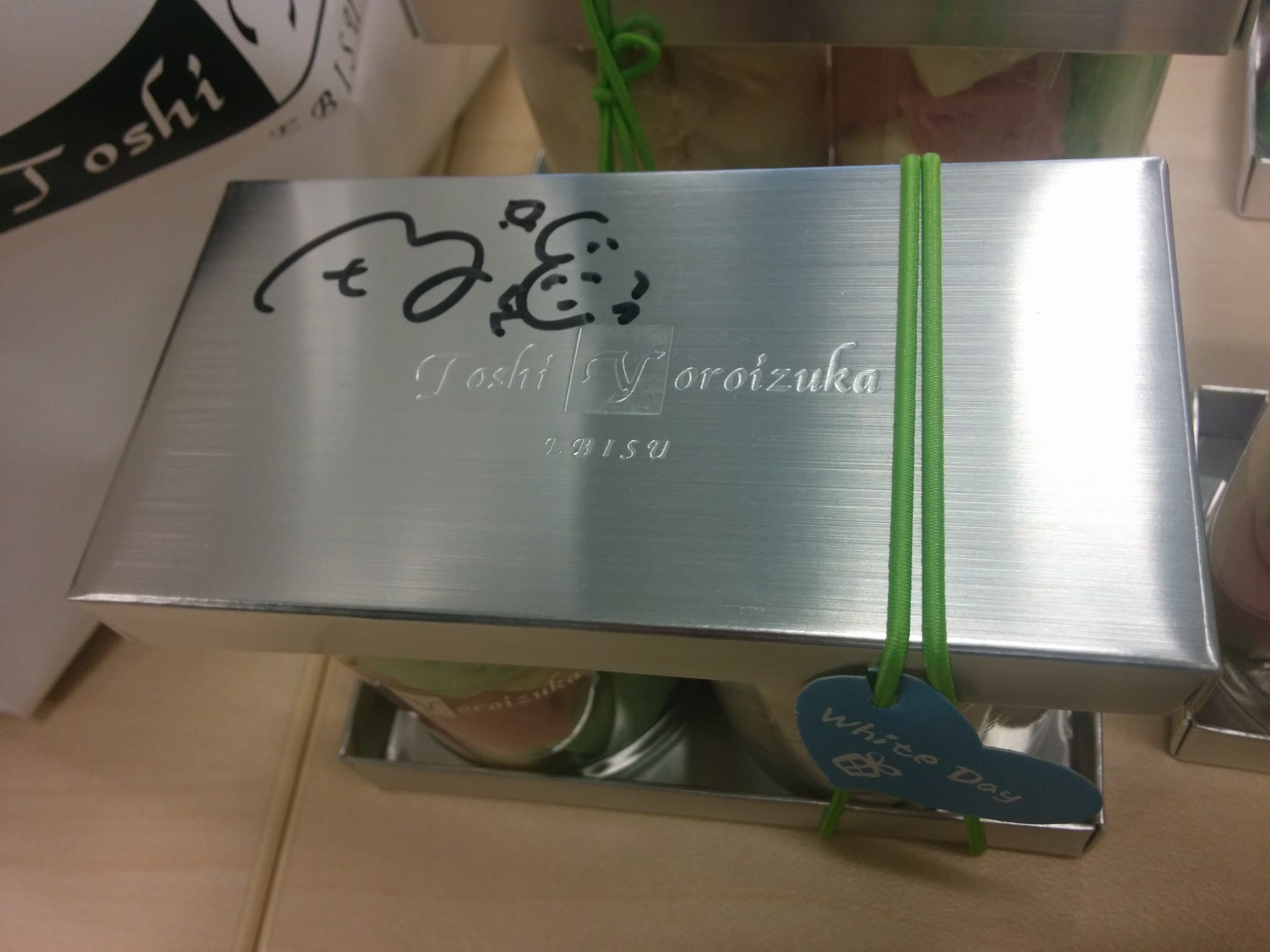
商品とサイン

鎧塚 俊彦（よろいづか としひこ、1965年〈昭和40年〉10月16日 - ）は、京都府宇治市出身のパティシエ、実業家。京橋などに4店舗を構える「Toshi Yoroizuka」（トシ・ヨロイヅカ）のオーナーシェフであり、同店舗を含む一連の「Toshi Yoroizuka」ブランドを運営する株式会社サンセリーテの代表取締役も務める。
小田原ふるさと大使、地元の宇治市観光大使。妻は女優の川島なお美（2015年に死別）。

## 経歴
- 1984年（昭和59年） - 京都府立城南高等学校（現：京都府立城南菱創高等学校）卒業。
- 1989年（平成元年）
  - 辻製菓専門学校卒業[5]。
  - 23歳で守口プリンスホテル（現：ホテル・アゴーラ大阪守口）に入社、パティシエとして3年間勤務。
- 1992年（平成4年） - 神戸ベイシェラトンホテル&タワーズのセクションシェフから、副製菓長として3年間勤務。
- 1995年（平成7年） - 30歳で渡欧、スイス・シャフハウゼン「ツッカーベッカライ エルマティンガー」に入店、オリジナル菓子「トシ・マンデル・クローネ」が人気商品になり、1年半勤務。
- 1996年（平成8年） - オーストリアウィーン郊外、「バックハウスアンナミューレ」でアシスタントシェフ、1年半勤務。
- 1998年（平成10年） - パリ2区モントルグイユ通りにあるパリ最古の伝統店「ストレー(fr:Nicolas Stohrer)」入店、2年間勤務。
- 2000年（平成12年） - ベルギーの3つ星レストラン「Bruneau（ブリュノウ）（en:Bruneau (restaurant)）」シェフパティシエとして、2年間勤務。
- 2003年（平成15年）9月 - 有限会社アトリエ・サンセール設立。
- 2004年（平成16年）9月7日 - 恵比寿に「Toshi Yoroizuka」開業。
- 2005年（平成17年） - 月2回、定員6名のお菓子教室「ECOLE TOSHI」（エコール・トシ）を恵比寿の店舗に開設。
- 2007年（平成19年）
  - 3月30日 - 東京ミッドタウン「Toshi Yoroizuka MID TOWN」開業。
  - 11月23日 -  川島なお美と婚約を発表。
- 2008年（平成20年） - 恵比寿本店リニュアルOPEN。
- 2009年（平成21年）2月1日 - 川島なお美と入籍[6][7]。
- 2011年（平成23年）11月 - 神奈川県小田原市に「一夜城ヨロイヅカファーム」開業[8]。
- 2013年（平成25年）3月1日放送 - TV番組『アイアンシェフ』に出演、フレンチの須賀洋介との「いちご対決」に勝利。
- 2015年（平成27年）9月24日 - 妻・川島なお美が胆管癌のため逝去。
- 2016年（平成28年）
  - 4月21日 - 神奈川県藤沢市に「キッシュヨロイヅカ江ノ島店」開業[9]。本店舗は、築地銀だこの運営会社である「株式会社ホットランド」と鎧塚が代表取締役を務める「サンセリーテ」との合弁会社である「株式会社1016」によって運営[10]。
  - 7月1日 - 東武百貨店池袋店に「キッシュヨロイヅカ」の2号店となる「キッシュヨロイヅカ池袋東武店」がオープン[11]。
  - 9月16日 - 渋谷ヒカリエShinQs (シンクス) にキッシュヨロイヅカ3号店がオープン[12]。
  - 10月16日 キッシュヨロイヅカ南青山店がオープン[13]。

## 賞歴
- 2000年（平成12年）“INTERSUC 2000（パリ）”で優勝。

## その他
- 2015年（平成27年） 小田原市ふるさと大使就任
- 2016年（平成28年） 宇治市観光大使就任

## エピソード
- 片岡鶴太郎らと一緒に飲み会を行った際（会場は鶴太郎の長男が経営するもつ焼き店だった）、酔った勢いでその場でスイーツを作ると宣言したことがある。この時、砂糖と鶏卵、牛乳以外にスイーツに使えそうな材料がなかったため、店にあった豚レバーと鶴太郎が持参したどぶろくをペースト状にし、それに上記の材料を混ぜてスフレを作った。会場にいたメンバーや後日食べた妻の川島は、このスフレについて好意的な反応を示したが、鎧塚本人は微妙な心境であったという[14]。
- 川島と大喧嘩をした際に仕事場近くのサウナに泊まることを鎧塚祭りと川島から呼ばれていた[15]。
- 網膜中心静脈閉塞症により左目の視力がほぼ失われている[16]。

## 出演
- テレビ
  - 偉大なる創業バカ一代（2017年6月18日、AbemaTV）[17]
  - ジョブチューン アノ職業のヒミツぶっちゃけます!（2021年6月19日-、TBS）- 超一流スイーツ職人のジャッジコーナーに不定期出演

- CM
  - ミスタードーナツ（2018年 - ）
    - ショコラコレクション（2018年、2019年）
    - 祇園辻利 抹茶スイーツプレミアム（2020年）
    - misdo meets toshi yoroizuka（2023年） 菅田将暉と共演

  - セブン-イレブン「クリスマス」（2022年）

## 店舗
- トシ ヨロイヅカ 東京 - 東京都
- Toshi Yoroizuka Mid Town - 東京都
- トシ・ヨロイヅカ アトリエ - 東京都
- 一夜城 ヨロイヅカ・ファーム - 神奈川県

プロデュース
- ラ パティスリー デュ ミュゼー パール トシ・ヨロイヅカ - 熱海市
- スカイ プロデュース バイ トシヨロイヅカ - 横浜市